# Earl S. Schaefer
Earl S. Schaefer (* 13. Mai 1926 in Adyeville, Perry County (Indiana); † 25. Mai 2016 in High Point, North Carolina) war ein US-amerikanischer Psychologe, der zuletzt an der University of North Carolina at Chapel Hill lehrte und forschte.

## Leben
Er wurde als Sohn von Bernard und Emma Schaefer in einer Familie mit zehn Kindern geboren. Von 1943 bis 1945 diente er in der US-Armee. Danach begann er ein Studium an der Purdue University, das er 1948 mit einem Bachelor of Science (with Distinction) abschloss. An der Katholischen Universität von Amerika erwarb er 1951 seinen M.A. und 1954 den Ph.D. in Psychologie. Danach arbeitete er bis 1971 als Forscher am National Institute of Mental Health und anschließend bis 1991 als Professor an der University of North Carolina, Chapel Hill, in der School of Public Health, Department of Maternal and Child Health.

## Werk

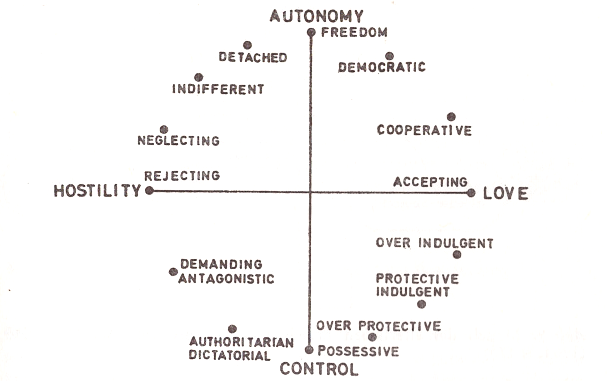
Hypothetisches Modell des mütterlichen Erziehungsverhaltens nach Earl S. Schaefer (1959, S. 232)

Sein Forschungsschwerpunkt bezog sich auf elterliche Erziehungsstile und deren Auswirkungen auf Kinder. Dazu entwickelte er das Parental Attitude Research Instrument (PARI), mit dem zwei faktoranalytisch begründeten Grunddimensionen des elterlichen Erziehungsverhaltens (Autonomie vs. Kontrolle und Feindseligkeit vs. Liebe) erfasst werden können. Aus der Kombination ergeben sich eine Vielzahl elterlicher Umgangsweisen mit ihren Kindern. Die Untersuchungen zu elterlichen Einstellungen, Überzeugungen und Werten wurden durch Beobachtungsstudien zum mütterlichen Verhalten ergänzt. Diese in der Kindheit erhobenen Daten bildeten die Grundlage für eine Längsschnittstudie zu mütterlichen Prädiktoren für die akademische Kompetenz von Kindern. Er konnte zeigen, dass elterliche Überzeugungen und Verhaltensweisen signifikant mit der akademischen Kompetenz von Kindern korreliert sind. So wurde festgestellt, dass ein hohes Maß an Mutter-Kind-Interaktion mit der verbalen Intelligenz und der akademischen Kompetenz des Kindes zusammenhängt. Diese Merkmale können zur frühzeitigen Identifizierung von Familien mit Kindern beitragen, bei denen ein Risiko für schlechte schulische Leistungen besteht.
Er war sein ganzes Leben lang ein leidenschaftlicher Verfechter der Bedeutung der Familie für die gesellschaftliche Entwicklung. Er betonte dabei die gemeinsame Verantwortung der Menschen füreinander.

## Privates
Er war seit 1956 verheiratet mit Patricia Anne Coyle aus Rochester, Michigan. Er hinterließ vier Kinder: Stephen (Steve) aus Chapel Hill, Thomas (Tom) aus Hollywood, Anne (Annie) Powell aus Leesburg und Cecilia (Celia) aus New York City.

## Publikationen (Auswahl)
Monografien
- Parental Attitude Research Instrument (PARI): Normative Data. National Institute of Mental Health, Section on Child Development, Laboratory of Psychology, 1955.

Zeitschriftenartikel
- Mit Frances A. Campbell; Sue Goldstein; Teressa Ramey: Parental beliefs and values related to family risk, educational intervention, and child academic competence. In: Early Childhood Research Quarterly, 1991, 6 (2), S. 167–182.
- Dimensions of mother-infant interaction: Measurement, stability, and predictive validity. In: Infant Behavior and Development, 1989 ,12 (4), S. 379–393.
- Prediction of Child Competence from Maternal Beliefs and Behaviors During Infancy. In: Spyros Doxiadis; Susie Stewart (Hrsg.): Early Influences Shaping The Individual. Springer US, NATO Science Series A: (NSSA, volume 161) 1989.
- Mit Wanda Hunter; Marianna Edgerton: Maternal Prenatal, Infancy and Concurrent Predictors of Maternal Reports of Child Psychopathology. In: Psychiatry Interpersonal & Biological Processes, 1987, 50 (4), S. 320–331.
- Children’s reports of parental behavior: An inventory. In: Child Development, 1965, S. 413–424.
- A circumplex model for maternal behavior. In: Jornal of Abnormal and Social Psychology, 1959, 59, S. 241–246.
- Mit Richard Q. Bell; Nancy Bayley: Development of a maternal behavior research instrument. In: Jornal of Gnetic Psychology, 1959, 95, S. 83–104.